# Amphiura perita
Amphiura perita är en ormstjärneart som beskrevs av Jean Baptiste François René Koehler 1905. Amphiura perita ingår i släktet Amphiura och familjen trådormstjärnor. Inga underarter finns listade i Catalogue of Life.